# Filipy (Podlachie)
Pour les articles homonymes, voir Filipy.
Filipy (prononciation : [fiˈlipɨ]) est un village situé dans le district administratif de Wyszki, dans le powiat de Bielsk de la voïvodie de Podlachie, au nord-est de la Pologne. Il se trouve à environ 6 km au nord de Wyszki, 21 km au nord-ouest de Bielsk Podlaski et à 27 km au sud-ouest de la capitale régionale Białystok.